# Cordia oblongifolia
Cordia oblongifolia är en strävbladig växtart som beskrevs av Thw.. Cordia oblongifolia ingår i släktet Cordia, och familjen strävbladiga växter. Inga underarter finns listade i Catalogue of Life.